# Elizabeth A. Sackler Center for Feminist Art
L'Elizabeth A. Sackler Center for Feminist Art és un centre d'exposició d'art feminista, que està situat al quart pis del Museu de Brooklyn de la Ciutat de Nova York, als Estats Units.

## Història
El centre va obrir les portes el 23 de març de 2007 com el primer espai públic de la seva classe del país. És un nexe entre l'art, la teoria i l'activisme feminista. El centre, que ocupa una superfície 770 m2, aspira a crear un entorn interactiu que permeti incrementar la conscienciació i l'educació de generacions futures pel que fa a l'impacte del feminisme en la cultura.
Des del 2007 el centre ha estat la seu permanent de l'obra feminista The Dinner Party, de Judy Chicago.
El Center's Forum és un local per programes públics i una plataforma de advocacia per assumptes de les dones. Les seves galeries Feminist Art i Herstory mostren exposicions aclamades per la crítica. El Council for Feminist Art, un grup d'afiliació, dona suport el programa educatiu actual i a l'èxit continu de l'Elizabeth A. Sackler Center for Feminist Art. La fundadora i origen del nom del centre, Elizabeth A. Sackler, és una filantropa i col·leccionista d'art.

## Disposició
La galeria que ocupa The Dinner Party és la peça central d'un disseny concebut i desenvolupat per l'arquitecte guardonada Susan T. Rodriguez, sòcia d'Ennead Architects. L'obra és una taula triangular on hi ha 39 serveis preparats per a 39 dones cèlebres, pertanyents a la mitologia o a la història. Cada servei és un homenatge dedicat a una dona cèlebre, i inclou un plat pintat a mà de ceràmica, coberts de ceràmica, un calze, un tovalló amb marges daurats i unes estovalles brodades amb el seu nom. A més, es troba damunt d'un terra, anomenat Heritage Floor, format per un enrajolat amb més de 2.000 rajoles blanques en forma de triangle, en les quals s'hi pot llegir el nom de 999 dones que han marcat una fita important en la història. Està envoltada de grans murs de vidre que proporcionen un primer cop d'ull al treball de Judy Chicago. Als costats hi ha una sèrie de galeries interconnectades que inclouen dues galeries d'exposició i un centre d'estudi que pot ser transformat d'un fòrum acadèmic a una galeria multimèdia, segons sigui necessari, per mitjà d'un gran mur que pivota.

## Exposicions passades
L'exposició d'obertura del centre, titulada "Global Feminisms" va ser la primera exposició internacional dedicada exclusivament a l'art feminista des del 1990 fins al present.
- "Art of Our Own: Women Ceramicists from the Permanent Collection Arxivat 2018-02-07 a Wayback Machine.", 23 de març de 2007 – 26 de juliol de 2008
- "Artist Project: Between the Door and the Street", 10 al 20 d'octubre de 2013
- "Burning Down the House: Building a Feminist Art Collection", 31 d'octubre de 2008 – 5 d'abril de 2009
- "Chicago in L.A.: Judy Chicago's Early Work", 1963–74, 4 d'abril al 4 de setembre de 2014
- "Eva Hesse Spectres 1960", 16 de setembre de 2011 – 8 de gener de 2012
- "The Fertile Goddess", 19 de desembre de 2008 – 31 de maig de 2009
- "Ghada Amer: Love Has No End", 16 de febrer al 19 d'octubre de 2008
- "Global Feminisms", 23 de març a l'1 de juliol de 2007
- "Global Feminisms Remix", 3 d'agost de 2007 – 3 de febrer de 2008
- "Healing the Wounds of War: The Brooklyn Sanitary Fair of 1864", 29 de gener al 17 d'octubre de 2010
- "Judy Chicago’s Feminist Pedagogy and Alternative Spaces", 29 de setembre al 16 de novembre de 2014
- "Käthe Kollwitz: Prints from the 'War' and 'Death' Portfolios", 15 de març al 10 de novemvre de 2013
- "Kiki Smith: Sojourn", 12 de febrer al 12 de setembre de 2010
- "Lorna Simpson: Gathered", 28 de gener al 21 d'agost de 2011
- "Materializing 'Six Years': Lucy R. Lippard and the Emergence of Conceptual Art, 14 de setembre de 2012–17 de febrer de 2013
- "Matthew Buckingham: 'The Spirit and the Letter'", 3 de setembre de 2011–8 de gener de 2012
- "Newspaper Fiction: The New York Journalism of Djuna Barnes, 1913–1919, 20 de gener al 19 d'agost de 2012
- "Patricia Cronin: Harriet Hosmer, Lost and Found'", 5 de juny de 2009 – 24 de gener de 2010
- "Pharaohs, Queens, and Goddesses", 3 de febrer de 2007 – 3 de febrer de 2008
- "Rachel Kneebone: Regarding Rodin", 27 de gener al 12 d'agost de 2012
- "Reflections on the Electric Mirror: New Feminist Video", 1 de maig de 2009 – 10 de gener de 2010
- "Sam Taylor-Wood: 'Ghosts'", 30 d'octubre de 2010 – 14 d'agost de 2011
- Twice Militant: Lorraine Hansberry’s Letters to 'The Ladder', 22 de novembre de 2013 – 16 de març de 2014
- "Seductive Subversion: Women Pop Artists, 1958–1968", 15 d'octubre de 2010 – 9 de gener de 2011
- "Votes for Women", 16 de febrer al 30 de novembre de 2008
- "Wangechi Mutu: A Fantastic Journey", 11 d'octubre de 2013 – 9 de març de 2014
- "Wish Tree", 15 de novembre de 2012 – 6 de gener de 2013
- "'Workt by Hand': Hidden Labor and Historical Quilts", 15 de març al 15 de setembre de 2013

## Feminist Art Base
Una iniciativa original del Center for Feminist Art és la Feminist Art Base. Es tract d'una base de dades auto-generada d'una selecció d'artistes passats i presents, la feina dels quals reflecteix idees feministes, inversions i preocupacions, com Karen Heagle, Julia Kunin i Clarity Haynes. La base de dades creix activament amb artistes d'arreu del món, que continuen formant els seus perfils. Cada perfil inclou biografies curtes, currículums i feines exemplars així com una “Declaració d'Art Feminista.” Aquesta base de dades personal i viva pretén ser un recurs entenedor per aconseguir l'objectiu centre: “presentar el feminisme d'un forma accessible i rellevant, educar les noves generacions sobre el significat d'art feminista i conscienciar de les contribucions culturals del feminisme”.

## Premis
El març de 2012 l'Elizabeth A. Sackler Center for Ferminist Art va celebrar el seu cinquè aniversari homenatjant quinze dones contemporànies amb els premis Sackler Centre First Awards. Els premis, creats per Elizabeth Sackler, s'atorguen anualment a dones que han trencat una barrera de gènere per fer una contribució i una fita destacable en el seu camp respectiu.
Les guardonades han estat:
2017:
- Deborah Berke
- Shirley Chisholm (pòstum)
- Jodi Archambault Gillette
- Judith Jamison
- Carol Jenkins
- Roberta Kaplan
- Kathy Kusner
- Rita Moreno
- Our Bodies Ourselves
- Ruth Simmons
- Edie Windsor (pòstum)

2016:
- Angela Davis

2015:
- Miss Piggy[8]

2014:
- Anita Hill

2013:
- Julie Taymor

2012:
- Sandra Day O’Connor (retirat)
- Marin Alsop
- Connie Chung
- Johnnetta B. Cole
- Wilhelmina Cole Holladay
- Sandy Lerner
- Lucy R. Lippard
- Wilma Mankiller (pòstum)
- Toni Morrison
- Linda Nochlin
- Jessye Norman
- Judith Rodin
- Muriel Siebert
- Susan Stroman
- Faye Wattleton